# Strada Statale 241 di Val d’Ega e Passo di Costalunga
Die Strada Statale 241 di Val d’Ega e Passo di Costalunga (kurz SS 241, in Südtirol in ihrem unteren Abschnitt meist Eggentaler (Staats-)Straße, im oberen Abschnitt Karerpass-Straße genannt) ist eine Staatsstraße in der Region Trentino-Südtirol (Italien). Sie verbindet das Eisacktal mit dem Eggental (daher der namentliche Titel di Val d’Ega) und im weiteren Verlauf über den Karerpass (Passo di Costalunga) mit dem Fassatal. Historisch war sie der westlichste Teil der „Großen Dolomitenstraße“.

## Verlauf
Die 36,4 km lange Straße verläuft zum Großteil (26,15 km) in Südtirol, ein kleinerer Abschnitt (10,25 km) liegt im Trentino.
Die SS 241 nimmt bei Kardaun im Eisacktal (knapp östlich von Bozen) ihren Anfang und erschließt von dort das Eggental. Der im als Schlucht ausgeformten und dadurch stark steinschlaggefährdeten untersten Talabschnitt gelegene Teil wurde zwischen den Jahren 2000 und 2018 in umfangreichen Bauprojekten weitgehend neu trassiert und in Tunnels verlegt. In Birchabruck zweigt die SS 620 Richtung Lavazèjoch und Fleimstal ab. Am Karerpass erreicht die SS 241 auf 1752 m ihren höchsten Punkt und steigt anschließend Richtung Fassatal ab. Dort mündet sie in Vigo di Fassa in die SS 48.